# Arado romano

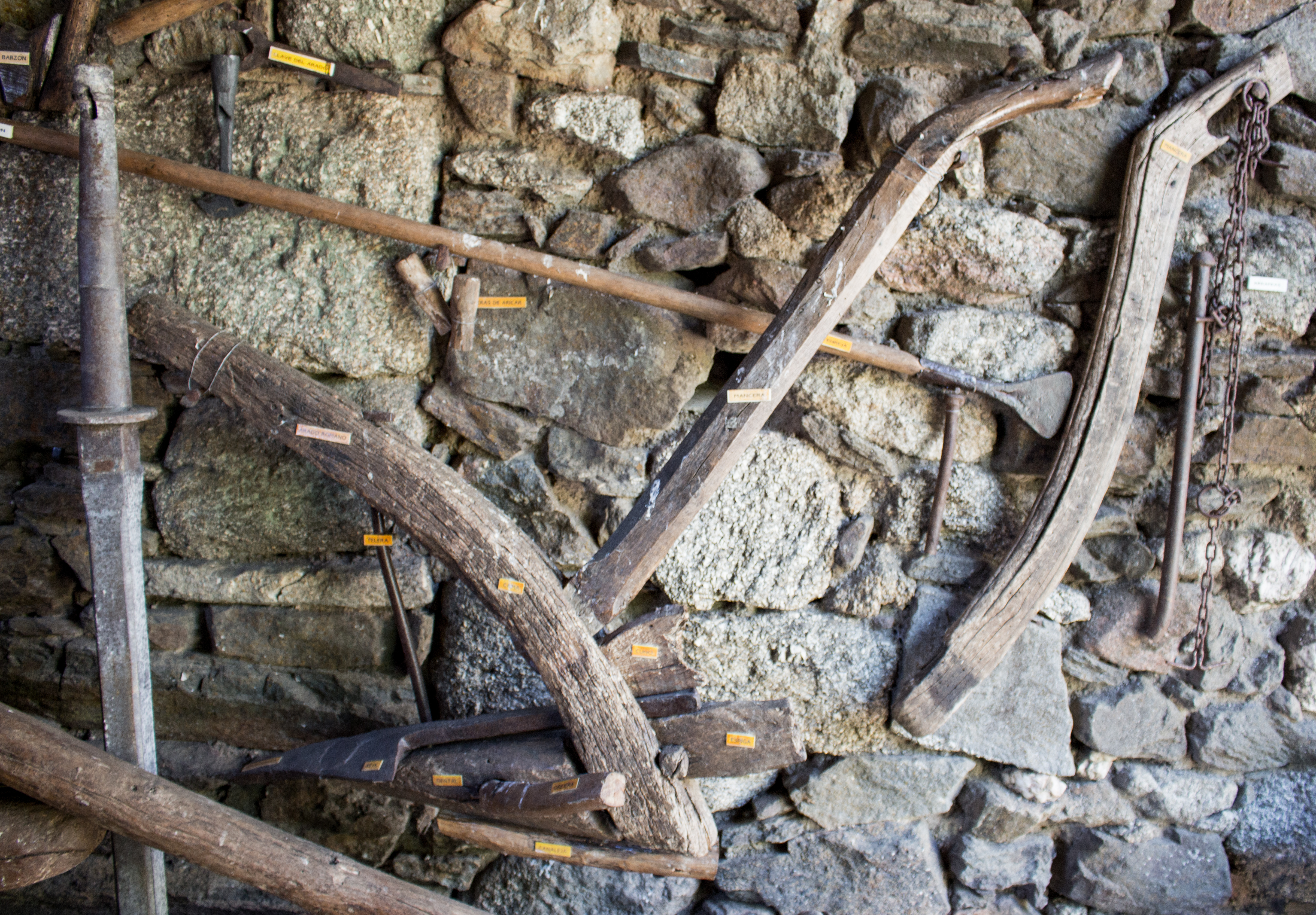
Arado romano, Puerto Seguro, (Salamanca)

El arado romano es una importante herramienta agrícola utilizada desde los tiempos prehistóricos.
Se conoce con el nombre de arado romano el utensilio tirado por fuerza animal que se ha venido usando para labrar la tierra desde la época romana hasta nuestros días. Su cese, a mediados del siglo XX, coincide con la sustitución de los animales de tiro por máquinas, y con el abandono general de los terrenos de labor en los que no fuera rentable la utilización de maquinaria. 

## Historia
El arado romano, o tradicional, estaba compuesto por una parte delantera que era de la que tiraba el animal, llamada timón, pieza que estaba enlazada con la cameta, y esta se unía con la base del arado (la reja) mediante una telera por aproximadamente la mitad de la cameta y por la punta con el dental. La reja era la parte que servía para arar, hundiéndose dentro la tierra, aunque no sería de hierro hasta el siglo IX, que lo haría con difusión por toda Europa Occidental, y a partir de entonces se mejoraría la técnica.

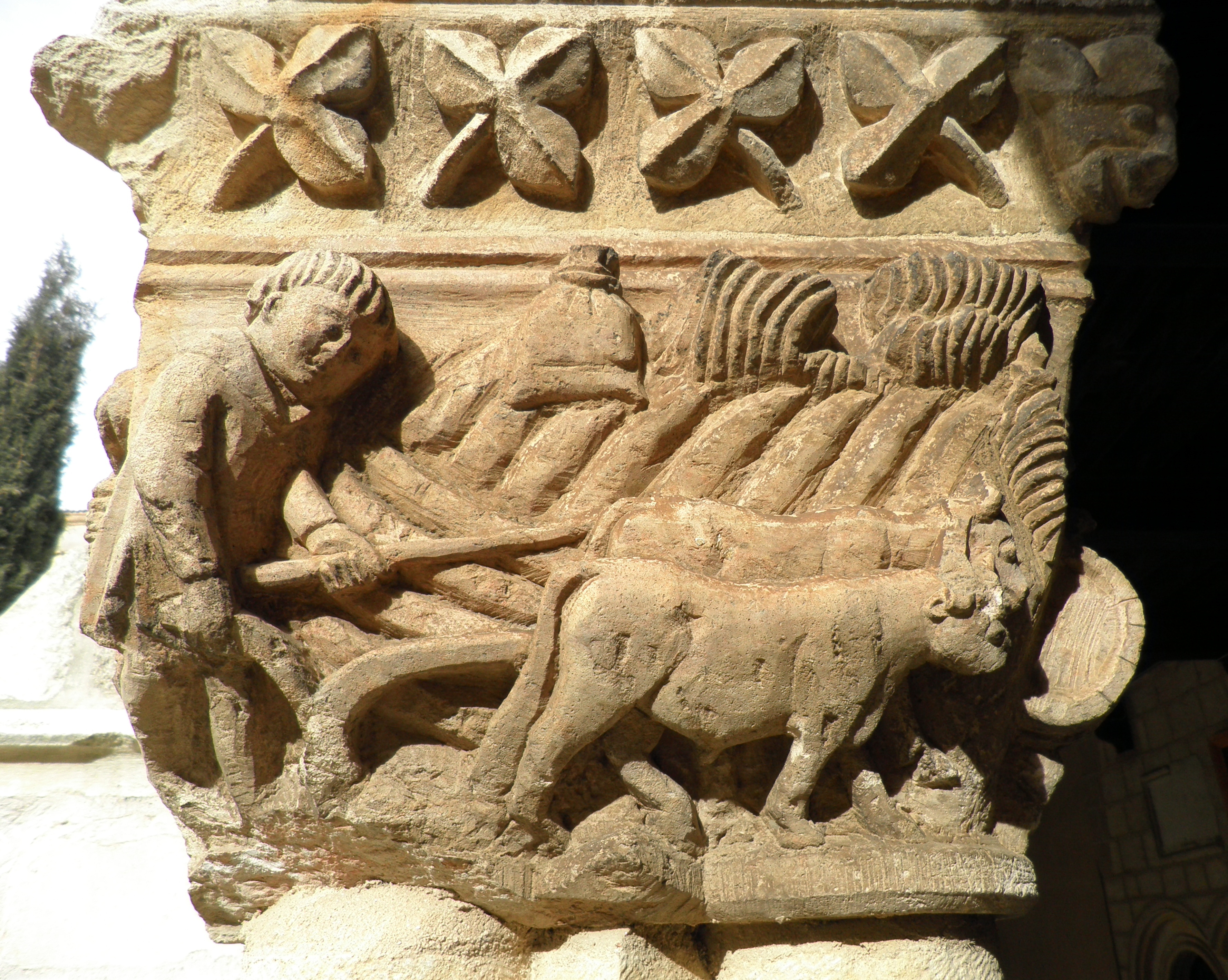
Capitel del con un hombre arando los campos con un arado romano y una yunta de bueyes

En la época del Bajo Imperio, se comenzaría a utilizar la vertedera, que la podríamos comparar como una «pequeña reja lateral», que ayudaría a remover mejor la tierra ahorrando el número de labradas necesarias para prepararla. Finalmente, la esteva servía al campesino para dominar el arado, teniendo que hacer fuerza para hundir la reja.
El arado normando, de hierro y con ruedas, sustituyó al arado deslizante o romano. Este arado permitía hacer surcos más profundos, aireando mejor la tierra y mejorando la retención de humedad.

## Elementos del arado romano
- Timón. Es un palo recto a través del cual se efectúa el tiro del arado por la yunta. Por un lado se engarza a la cama del arado con ayuda de las vilortas, y por el otro al barzón del ubio mediante la clavija,[2] introducida ésta en uno de los taladros, los clavijeros, que al efecto presenta el timón por ese lado. Por el extremo opuesto el timón lleva una escopleadura para adaptarlo a la cama. La longitud del timón puede ser ligeramente variable (2,5 a 2,7 metros), pero siempre algo mayor que la distancia entre el yugo y las patas traseras de los animales, para que el arado vaya abriendo el surco justamente por detrás de la yunta sin que la punta de la reja pueda alcanzar los cascos de las bestias; su grosor puede oscilar entre los 12-15 centímetros de diámetro, suficiente para que pueda vencer la resistencia del tiro.

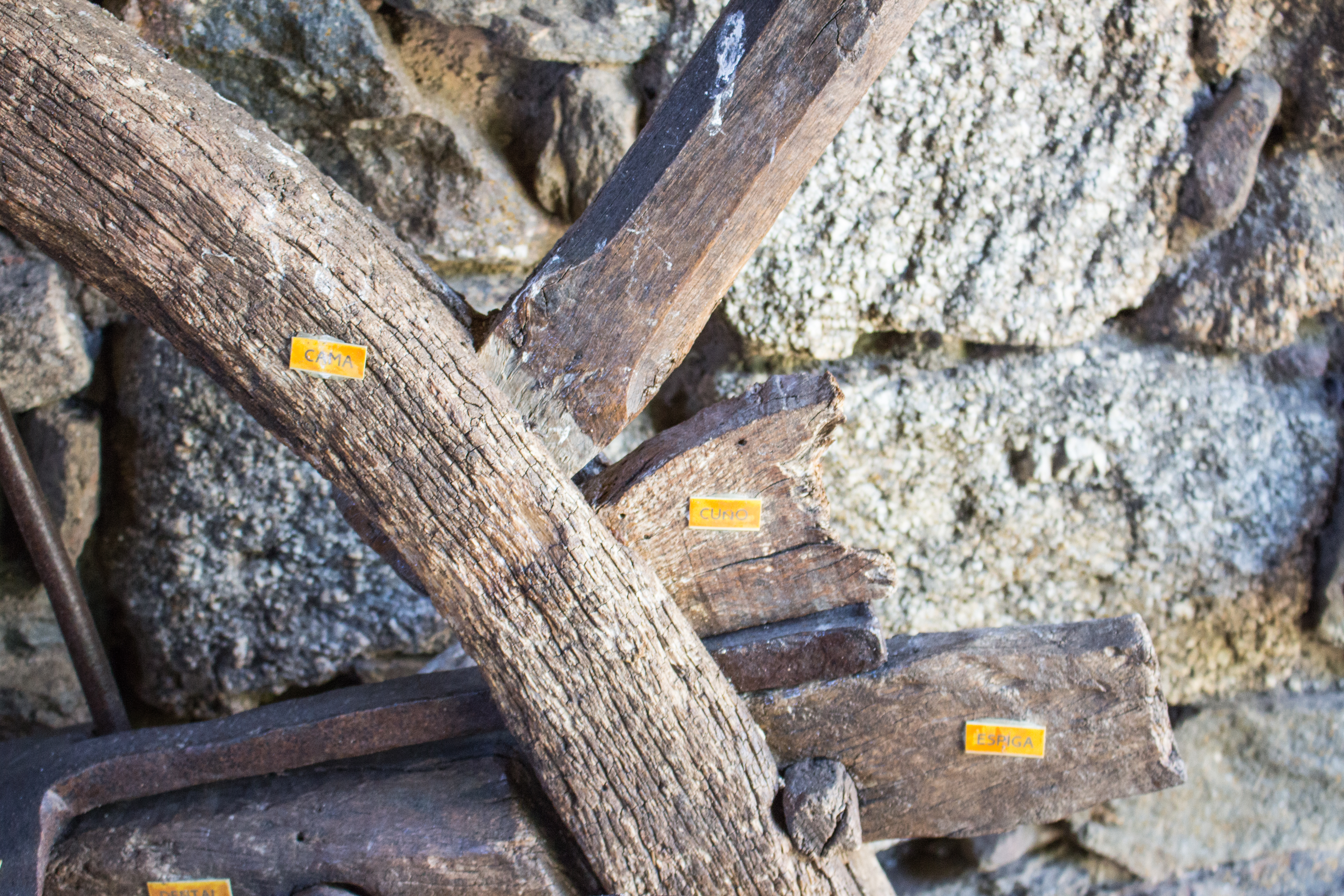
Cama, espiga y pescuño

- Clavijeros. Son unos agujeros, tres o cuatro, que lleva el timón, alineados a su largo, en el extremo que se engarza al ubio en uno de los cuales se introduce la clavija, que constituye el elemento de conexión entre el timón y el ubio. La razón de tener varios es que así la clavija se coloca en uno u otro, alargando o acortando un poquito el timón, según lo requiera cada yunta. Lo suyo es que la clavija sea metálica, pero también puede ser de madera siempre que resista el tiro.

- Cama. Es una pieza de hierro, encorvada, que sirve para engarzar todos los elementos del arado. Por un lado las vilortas la cinchan al timón, y por el otro presenta una oquedad en la que encajan, por delante, el dental y la reja, y por detrás, la esteva y el pescuño. También lleva un taladro vertical para el alojamiento del extremo superior de la telera, taladro situado en la zona de máxima curvatura de la cama, por donde ésta recibe el nombre de garganta.

- Vilortas. Son dos recias abrazaderas metálicas que sujetan la cama al timón, este último con un espacio rebajado para facilitar su acoplamiento.

- Dental. Es una pieza de madera con una escopleadura en la parte delantera sobre la que se acopla la reja. Otra escopleadura del dental en su parte trasera le permite encajar en la cama, y en sus lados derecho e izquierdo también el dental lleva sendos taladros ciegos y divergentes hacia arriba, para que se alojen las orejeras. Un orificio vertical en su lado izquierdo, junto al alojamiento de la reja, permite fijar en el dental el extremo inferior de la telera.

- Callos del dental. Al ser el dental, junto con la reja, el elemento del arado que va en constante roce con la tierra, e incluso con las rocas sueltas o suelo macizo que la situación presente, su madera duraría poco si no fuera protegida con la especie de forro que constituyen los callos del arado, menester para el que se usan las herraduras ya gastados de las vacas y caballerías, o trozos de chapa construidos ex profeso. Los callos no se fijan al dental con los típicos clavos de herrar, sino con otros más cortos y menor cabeza (garabises, por algunas zonas de Castilla), que se adaptan mejor al dental.

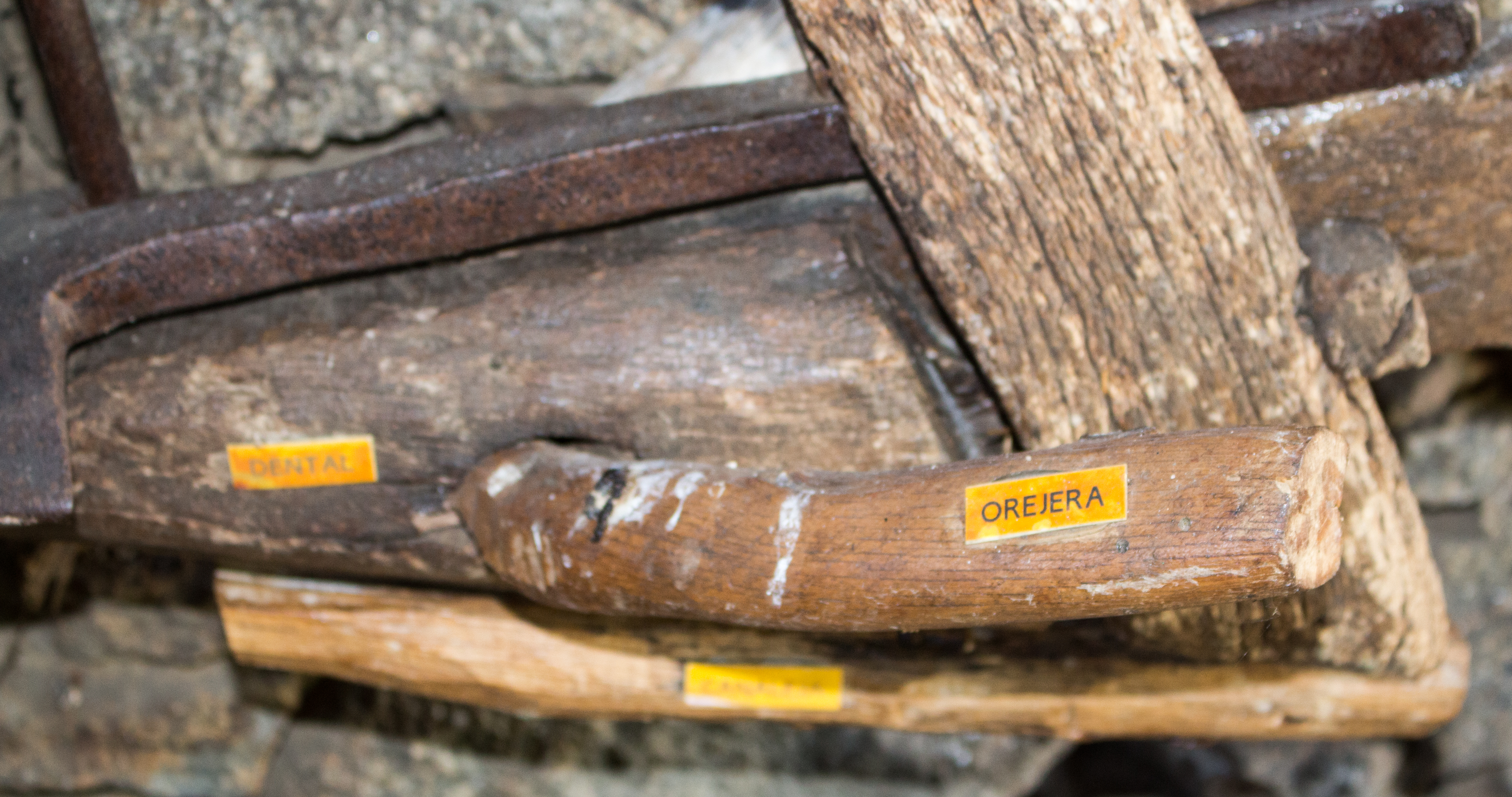
Orejera, dental

- Reja. Es una pieza de hierro con forma de flecha, encajada sobre el dental, a excepción de su parte delantera que, acabada en punta, sobresale de él. Y su parte trasera va sujeta en la cama. Sirve para romper la tierra y abrir el surco. Cuando la punta de la reja se queda roma de tanto arar, se la aguza en la fragua donde también, si su deterioro es tan exagerado que se queda corta, se la calza, es decir, se suplementa con un trozo de hierro. Al igual que los callos, la reja se desgasta más o menos no sólo en razón del tiempo que are, sino según el tipo de tierra que le toque arar.

- Esteva. Consiste en un palo cuyos extremos presentan sendas curvaturas opuestas entre sí, que le confieren forma de S o de Z al revés. Uno de tales extremos, debidamente escopleado, se inserta en la cama por encima del pescuño, y el otro, tallado en forma de mango, constituye lo que en muchos sitios se ha llamado mancera y en otros maneral y sirve para que la mano derecha del quintero se aferre a él dirigiendo la faena. Inmediatamente delante de la mancera, la esteva tiene unos rebajes para sujetar los ramales, que van allí atados.

- Ramales. Elementos de conexión entre el arado y la yunta, los ramales son unas cuerdas, generalmente de esparto, utilizadas por el quintero para hacer que obedezcan las bestias que tiran del arado. No suelen utilizarse dos cuerdas, sino sólo una cuyo centro se ata a la esteva y los extremos a las riendas de los animales.

- Pescuño. Es una cuña de madera que se pone en la oquedad de la cama, por la parte trasera del arado, y sirve para tensar la esteva con la reja y el dental. Va colocada entre la reja y la esteva rellenando el ángulo existente entre ellas. La graduación de este ángulo está relacionada con la del dental con respecto a la cama, que se regula con la telera: ante una disminución del ángulo dental-cama porque deba hacerse una labor menos profunda, aumentará el ángulo reja-esteva que rellena el pescuño, y viceversa.

- Telera. La telera es un travesaño de hierro, con rosca en ambos extremos, que sirve para graduar la inclinación del dental y la reja con respecto a la cama y el timón, a fin de dar más o menos profundidad a la labor, según convenga. La telera va colocada verticalmente desde el dental a la cama, a los que se fija por medio de sendas tuercas tras haber sido introducida por los taladros que al efecto dicha cama y dental llevan. La tuerca que fija la telera al dental es inamovible, y regulable la que la fija a la cama, para así dar más o menos inclinación, según la ocasión exija, al conjunto de reja y dental.

- Orejeras. Son dos palos que van metidos oblicuamente en sendos orificios que al efecto lleva el dental, uno a cada lado. Sirven para abrir el surco y voltear la tierra removida por la reja. La longitud de las orejeras puede variar en función de que la labor sea un alomado, arado en junto, alzado, binado, ahondado de surcos para dar labor a los panes en crecimiento o, simplemente, en función de la costumbre de cada agricultor. Una longitud habitual puede ser la que sobresalga del dental unos 18-20 centímetros. Las orejeras se desgastan muchísimo a fuerza de voltear gleba, sobre todo en terrenos arenosos o de pedregal, y no tanto en los arcillosos. Este desgaste no es uniforme en toda la orejera, sino que se acentúa por su cara superior y zona intermedia, justamente por donde más cantidad de tierra a voltear soporta, zona por donde la orejera se va aplanando poco a poco hasta incluso partirse en dos, si antes no se reemplaza por otra.

## El arado: composición musical popular
Por ser un utensilio cotidiano en la vida de los labradores, el recuento sistemático de sus piezas comparándolas con objetos más abstractos, para mejor entenderlos, dio origen a una serie de composiciones musicales populares, que en principio acompasaban el propio trabajo de la arada, es decir eran canciones de laboreo, y más tarde derivaron en canciones amorosas o incluso religiosas dentro de los ciclos de Navidad, en forma de villancicos, pero sobre todo en el ciclo de la Semana Santa.
El arado, como composición popular propia de la Semana Santa, va comparando las distintas piezas mencionadas arriba con los distintos momentos de la Pasión de Cristo, tal como indica su primera estrofa.
El arado cantaré
de piezas le iré formando
y de la Pasión de Cristo
misterios iré explicando.